# Lamberto Dini
Lamberto Dini (* 1. března 1931) je italský politik. V letech 1995–1996 byl premiér Itálie, 1994-1999 ministr národního pokladu, 1995–1996 ministr spravedlnosti, 1996–2001 ministr zahraničních věcí.

## Životopis

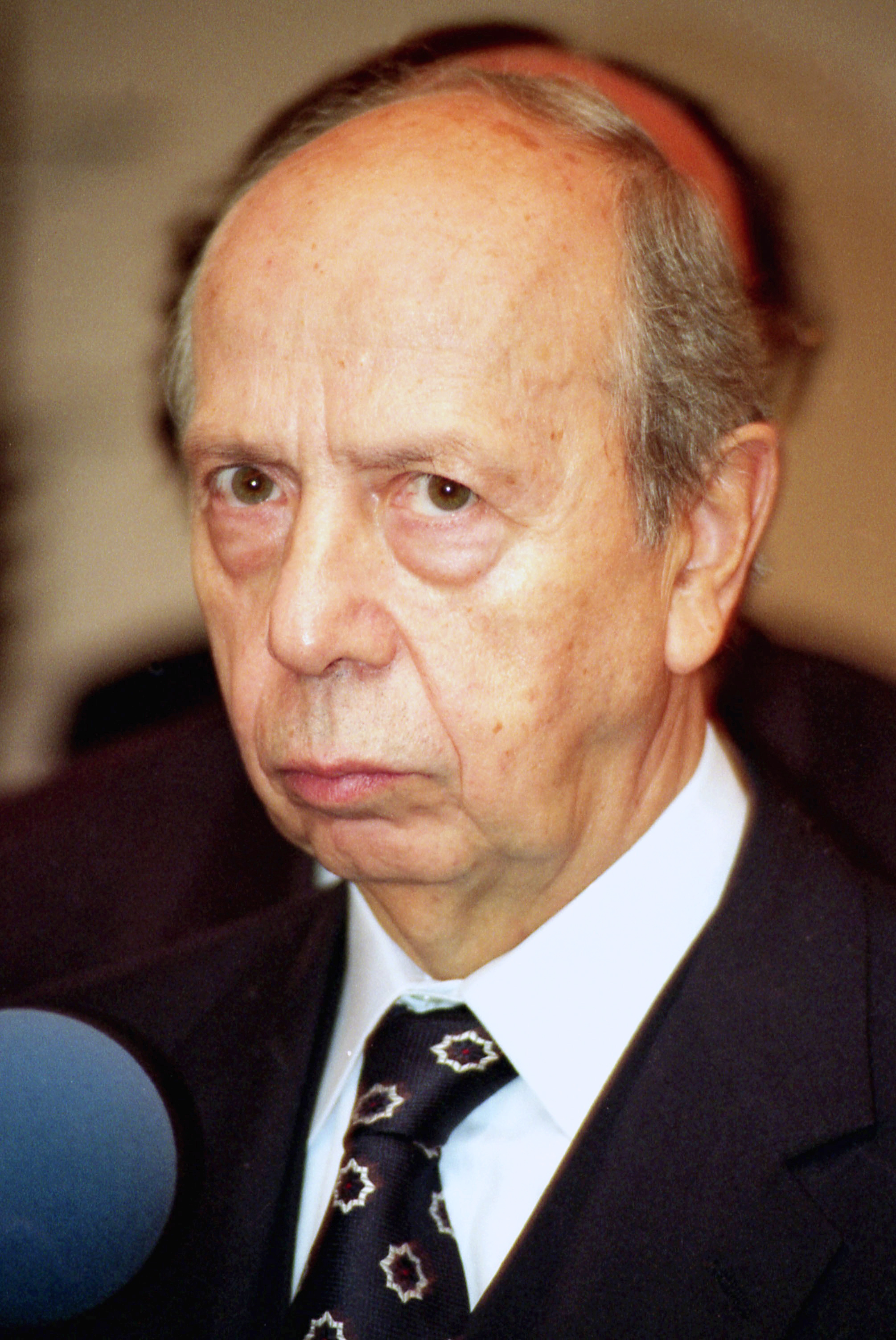
Lamberto Dini

Vystudoval ekonomii na univerzitě ve Florencii. Od roku 1959 pracoval v Mezinárodním měnovém fondu. V letech 1979-1994 pracoval v italské centrální bance (Banca d'Italia). Roku 1994 si ho Silvio Berlusconi vybral do své první vlády. Když jeho vláda padla, prezident Oscar Luigi Scalfaro pověřil Diniho sestavením v podstatě úřednického přechodného kabinetu. Dini se v parlamentu opřel o levicové strany a ultrapravicovou Ligu Severu. Vztahy Diniho s Berlusconim se v té době zhoršily natolik, že Dini se svou malou středovou stranou Italská obnova (Rinnovamento Italiano) vstoupil do široké koalice Olivovník Berlusconiho hlavního oponenta Romana Prodiho. V jeho vládě následně získal pozici ministra zahraničí, stejně tak i ve dvou následujících středolevých kabinetech Massimo D'Alemy a Giuliana Amata. Pro volby roku 2001 Dini se svou stranou vstoupil do středové koalice Demokracie je svoboda - Kopretina (Democrazia è Libertà – La Margherita). Volby ovšem vyhrál Berlusconiho Dům svobody a Berlusconi sestavil svou druhou vládu s Ligou severu.
Roku 2007 se středová Sedmikráska spojila s levicovější stranou Levicoví demokraté, aby vytvořila Demokratickou stranu. To se ovšem Dinimu nelíbilo a ze strany vystoupil. Záhy zformoval stranu Liberální demokraté (Liberaldemocratici), jež byla de facto obnovenou Italskou obnovou. Před volbami roku 2008 s ní vstoupil do Berlusconiho bloku Lid svobody (Il Popolo della Libertà).